# 短序野木瓜
短序野木瓜（学名：Stauntonia brachybotrya）为木通科野木瓜属的植物，是中国的特有植物。分布于中国大陆的广东等地，生长于海拔700米至1,400米的地区，多生在山谷水旁的疏林和密林中，目前尚未由人工引种栽培。